# Barbara Wilfurth
Barbara Maria Wilfurth ist eine deutsche Lehrerin und Radsportfunktionärin.
Wilfurth war als Fachlehrerin für Musik tätig. In den 1980er Jahren übernahm sie den Vorsitz beim Regensburger Veloclub Ratisbona und baute ihn zum größten Radsportverein in Bayern auf. Später wurde sie Vorsitzende des Radsportbezirks Oberpfalz. Seit November 2008 ist sie  Präsidentin des Bayerischen Radsportverbandes.
Ihre Söhne Markus und Matthias Wilfurth waren Mitglieder der deutschen U23-Nationalmannschaft im Straßenradrennsport.

## Ehrungen
- 2013: Verdienstkreuz am Bande der Bundesrepublik Deutschland